# Laphria pacifera
Laphria pacifera là một loài ruồi trong họ Asilidae. Laphria pacifera được Paramonov miêu tả năm 1958. Loài này phân bố ở miền Australasia.